# 第34軍 (日本軍)
第34軍（だいさんじゅうよんぐん）は、大日本帝国陸軍の軍の一つである。

## 沿革
1944年（昭和19年）7月3日に武漢防衛軍を改編した軍である。編成後、同年8月26日に第6方面軍の戦闘序列に編入され、一貫して武漢要域の警備と防衛を担当した。
1945年（昭和20年）3月当時の老河口作戦では、一部兵力を湖北省方面から出撃させて、中華民国軍の牽制作戦を担当した。その後、同年6月18日に関東軍の戦闘序列に編入され、朝鮮の咸鏡南道咸興市へ移駐した。この転用に伴い、編成以来から使った「呂武」という通称号を「展」と変更した。以後、近い将来その可能性が高まっていた日ソ中立条約破棄、ソ連赤軍（ソ連地上軍）侵攻に向けた防衛体制の整備を一帯で行っていた。

同年8月9日、ソ連最高指導者ヨシフ・スターリンは日ソ中立条約を破棄、赤軍に大日本帝國および満洲帝國への侵攻開始を命じた（ソ連対日参戦）が、ソ連側の地上部隊主力は満洲帝国および樺太・千島へ優先的に振り向けられたため、本軍主力はソ連赤軍と直接交戦することなく終戦を迎える。8月17日のGHQの一般命令第一号により、北緯38度線より北に位置していた本軍はソ連赤軍に降伏することが決まり、9月2日の降伏文書調印の時点でソ連赤軍の進駐が完了していた。

戦後、咸鏡南道はソ連管理区域を経て、朝鮮民主主義人民共和国（北朝鮮）の領土となった。

## 軍概要
- 通称号：呂武 → 展
- 編成時期：1944年7月3日
- 編成地： 中華民国湖北省漢口市
- 最終位置：朝鮮 咸興
- 最終上級部隊：関東軍

### 歴代司令官
- 佐野忠義 中将：1944年7月5日 -
- 櫛淵鍹一 中将：1945年1月12日 -

### 歴代参謀長
- 鏑木正隆 少将：1944年7月7日 -
- 川目太郎 少将：1945年6月15日 -

### 最終司令部構成
- 司令官：櫛淵鍹一中将
- 参謀長：川目太郎少将
- 高級参謀：扇広大佐
- 高級副官：谷口貞一中佐
- 兵器部長：金子時之助大佐
- 経理部長：新居邦八主計大佐
- 軍医部長：樋口四郎軍医大佐
- 獣医部長：阿部正一獣医中佐
- 法務部長：身保正男法務少佐

### 最終所属部隊
- 第59師団
- 第137師団
- 独立混成第133旅団：原田繁吉少将
- 永興湾要塞司令部：多田勇夫大佐
  - 永興湾要塞砲兵隊：二田口牛雄少佐
  - 特設警備第462大隊：柴田欣一郎大尉
- 牡丹江重砲兵連隊：纐纈哲三大佐
- 独立野砲兵第11大隊：小川忠治少佐（旧第11軍所属）
- 迫撃第15大隊：伊井伴造少佐（旧第20軍所属）
- 独立自動車第115大隊：古谷裕典大尉
- 電信第56連隊：秋間喜一少佐
- 特設建築勤務第107中隊 ：浅野石雄中尉
- 特設水上勤務第127中隊：田中文雄中尉
- 第179兵站病院：中村進軍医大佐